# Ingeborg Nienhuis
Ingeborg Alice Nienhuis (Groningen, 1981) is een Nederlandse schrijfster. Ze schreef zowel in het Nederlands als in het Gronings.

## Biografie
Nienhuis groeide op in het vissersdorp Zoutkamp. Na het vwo in Groningen studeerde zij Nederlands en journalistiek aan de Rijksuniversiteit Groningen. Tijdens haar studies was ze onder meer werkzaam als columnist voor de Universiteitskrant. 

## Publicaties
Na verscheidene jaren vooral andere schrijvers te hebben geholpen met hun literaire werk, publiceerde Nienhuis in 2017 het boek Tien! (met Abel Darwinkel) en De Groningin. In 2020 volgde haar literaire romandebuut in het Gronings bij Stichting 't Grunneger Bouk. Deze roman, Schoem of De Voarende Zoltkamper, gaat over een subcultuur van jonge garnalenvissers. Het boek belandde als eerste Groningstalige fictiewerk op de shortlist voor Beste Groninger Boek. 
In 2021 verscheen haar Nederlandstalige romandebuut, Randfiguren. Deze roman zoomt in op een aantal beschadigde jongeren in een zorgboerderij in Noord-Groningen. In 2022 verscheen Hoeze Toenbaauw, een Groningstalige roman over het studentenleven in Groningen, dat werd genomineerd voor de inmiddels opgeheven Dagblad van het Noorden Streektaalprijs. 
Daarop volgde een bijzondere opdracht: het vijftigste Groningstalige boekenweekgeschenk, t begunstegersbouk van Stichting 't Grunneger Bouk. Levende Legende, n Grunneger Odyssee gaat over een uitgerangeerde popmuzikant die samenvalt met de recente Groninger geschiedenis en terugkijkt op zijn leven. Het werd onverdeeld goed ontvangen en ook dit werk kwam op de shortlist van Beste Groninger Boek. Levende Legende won de Beste Groninger Boekenclubprijs. 
In 2024 werd de korte film Schoem opgenomen, een adaptatie van Nienhuis' roman, waarvoor zij het script schreef met Vida Kashani. In 2024 verscheen van haar hand eveneens de biografie van een bekende garnalentycoon, geschreven in opdracht van zijn kinderen.